# 魔王迷宮 (1986年遊戲)
《魔王迷宮》是美國電子遊戲商盧卡斯影業遊戲公司在1986年所推出；與撰寫《銀河便車指南》科幻小說的英國作家道格拉斯·亞當斯合力製作開發，改編自同年同名奇幻電影《魔王迷宮》的電子冒險遊戲。
此為盧卡斯影業遊戲公司所推出的第一款性質上為冒險遊戲的作品，而《魔王迷宮》在操控介面上的簡化創新；也影響了該公司後續發行的1987年冒險遊戲《瘋狂大樓》。

## 方法
在操作介面上《魔王迷宮》不同於該時期的多數冒險遊戲；需要在遊戲專用的命令列介面裡輸入指令名稱以讓角色行動。《魔王迷宮》將遊戲裡會使用到的指令、與道具物品分別匯合成兩個置於畫面下方；用鍵盤來選擇的特製清單列表（Word Wheels）。如玩家若在指令清單裡選擇「給予」（give）並在物品清單裡選擇「錢幣」（dollar）時，玩家操作的角色便會嘗試做出給予錢幣的動作。
《魔王迷宮》初期的段落內容為僅有黑白畫面內容的純文字冒險遊戲，等進入遊戲主要章節裡便會切換成有色彩圖形的畫面、改以橫向捲軸方式來操控。
另在遊戲主要章節裡有時間限制，若未在指定的時間內闖關成功便會無法完成遊戲。

## 劇情
遊戲裡多數角色及事件雖是以同名電影作改編，但劇情上並非直接引用電影情節。
《魔王迷宮》遊戲的劇情則是描述玩家角色在某日晚上前往一間電影院觀賞影片《魔王迷宮》時，突然電影裡由大衛·鮑伊飾演的地精魔王現身在螢幕前；並將玩家角色給傳送到一處迷宮裡頭。
之後地精魔王告訴玩家角色於迷宮裡若不能在13個小時內擊敗他；便會永遠陷在迷宮中無法逃離。

## 開發
在1985年期間盧卡斯影業遊戲公司便有計劃推出此作品，因當時母公司盧卡斯影業正製作一部名為《魔王迷宮》的奇幻電影，而公司集團創辦者喬治·盧卡斯有著採用商業搭配以製造市場話題念頭；便提出將該電影改編為電子遊戲的請求。
因改編的題材本身是部奇幻電影，開發團隊便選擇以冒險遊戲形式作為遊戲的類型。由於當時冒險遊戲主流玩法是使用鍵盤在遊戲專用的命令列介面裡輸入指令名稱；讓遊戲裡角色依玩家輸入的內容來行動，而開發團隊主要負責人大衛·福克斯不喜愛這種繁雜的遊玩方式，便將遊戲過程中會用到的指令整合到畫面裡一份選單中，讓玩家能以較簡化的方式遊玩。另當時盧卡斯影業遊戲公司也正在製作一套名為《棲息地》（Habitas）的大型多人線上角色扮演遊戲，開發團隊便順勢將《棲息地》裡的畫面視覺設計內容給修改套用在《魔王迷宮》上。
而遊戲改編題材雖然為母公司推出的電影，但仍會牽扯到品牌授權問題，大衛·福克斯事後回憶當時開發情況像是「某方面感覺可隨意使用、某方面又覺得處處受到限制。」，另大衛·福克斯的開發團隊雖未被要求一定得使用電影上的人事物，但他們仍覺得「有義務」盡可能去引用。
在初期開發階段裡，遊戲是以電影的初剪片段內容來做改編。隨後製作團隊前往倫敦；與小說家道格拉斯·亞當斯進行約一週的腦力激盪來設計出遊戲內容，而其他前來的成員包含製作過電視節目《芝麻街》音樂的作家克里斯多夫·瑟夫（Christopher Cerf）、以及負責發行此遊戲的公司動視所派來的布芮達·勞瑞（Brenda Laurel）等人。此期間過程讓布芮達·勞瑞往後在她的著書《以電腦作為劇院表現》（Computers as Theatre）上提及；當時每一天道格拉斯·亞當斯都用他那爆發性的幽默及智慧啟發了團隊創意。而1939年電影《綠野仙蹤》裡前段先以黑白片演出、後段轉換成彩色影片表現手法也成為道格拉斯·亞當斯的點子，他建議開發團隊可以讓遊戲一開始是只有文字內容的黑白畫面，之後正式進入劇情主題時再轉換成多彩的圖形畫面內容。
往後大衛·福克斯回顧這款遊戲內容時，表示在遊戲起初段落內容設計得較為乏味，是個有可能讓玩家失去興致的敗筆。

## 評價
美國電子遊戲雜誌《Commodore Magazine》方面稱讚《魔王迷宮》裡友善的操作介面、及良好的遊戲謎題設計等表現，並相信若是較有資歷的冒險遊戲玩家會更能融樂其中。英國的《Commodore User》雜誌認為這是一款有著精彩動畫表現的好遊戲，在遊戲裡操作介面裡的指令選單部份；表示此對於一些冒險遊戲老手來說可能反而「太簡單」。其它像《電腦遊戲世界》則讚賞此作品創造了極為出色的友善操作介面。而《電腦與電子遊戲》表示雖然遊戲在載入內容過程稍長，但仍以低成本創造出一款優秀的作品。
而英國的《Zzap!64》則給予《魔王迷宮》較負面的評比，他們認為遊戲中有著過於緩慢的載入內容以及不具難度的謎題，並表示與盧卡斯影業遊戲公司先前發行的作品比較之下；這是一款令人失望的成果。澳洲廣播公司也曾表示《魔王迷宮》雖然是盧卡斯影業遊戲公司首款發行的冒險遊戲，但於往後盧卡斯影業遊戲公司所推出冒險遊戲作品相比之下；還不能稱上是真正的經典。

## 影響
《魔王迷宮》的操作介面節省過去遊玩冒險遊戲需耗費時間來輸入指令，也讓盧卡斯影業遊戲公司第二款發行的冒險遊戲《瘋狂大樓》嘗試進一步簡化。《瘋狂大樓》的操作介面使用SCUMM遊戲引擎來製作完成，該引擎開發者之一羅恩·吉伯特曾表示《瘋狂大樓》的操作介面便是受到大衛·福克斯在《魔王迷宮》裡的設計方向啟發。而SCUMM也成為往後盧卡斯影業遊戲公司在1987年至1997年期間所發表冒險類型遊戲的專用引擎。